# La Chapelle-Saint-Sulpice
La Chapelle-Saint-Sulpice är en kommun i departementet Seine-et-Marne i regionen Île-de-France i norra Frankrike. Kommunen ligger i kantonen Provins som tillhör arrondissementet Provins. År 2022 hade La Chapelle-Saint-Sulpice 239 invånare.

## Befolkningsutveckling
Antalet invånare i kommunen La Chapelle-Saint-Sulpice
| Referens: INSEE |